# Jardí Botànic de Singapur
Els Jardins Botànics de Singapur és un jardí tropical de 156 anys d'antiguitat,situat a la perifèria de la zona comercial de Singapur. És un dels tres jardins, i l'únic jardí tropical. Està inscrit a la llista del Patrimoni de la Humanitat de la UNESCO des del 2015.